# Samuel Firewu
Samuel Firewu, född 3 maj 2004, är en etiopisk friidrottare som tävlar i medeldistanslöpning och hinderlöping.

## Karriär
Firewu tog silver på 3000 meter hinder vid juniorvärldsmästerskapen 2022 och guld vid de Afrikanska mästerskapen 2023 på samma distans.